# Syndikat
Ein Syndikat ist eine Gruppierung von Personen oder Unternehmen. Die Bildung eines Syndikats nennt man Syndizierung.

## Wortherkunft
Das Wort Syndikat entstammt dem französischen syndicat, welches „Verwalter“ bedeutet, vor allem bei Angelegenheiten eines bestimmten geographischen Gebietes. Dies wiederum entspringt dem lateinischen Wort syndicus, welches seinerseits von griechisch σύνδικος syndikos, deutsch ‚Verwalter einer Angelegenheit‘ abstammt.
Der Begriff bezeichnete zunächst ein vom Mittelalter bis in die Neuzeit bestehendes Staatsamt, zum Beispiel in den deutschen Hansestädten, vergleiche beispielsweise Syndicus der Hansestadt Lübeck. In der Alten Eidgenossenschaft, zum Beispiel in der Glarner Landvogtei Werdenberg, wird mit Syndikat die Regierung ad interim bezeichnet, die während der Übergabe der Herrschaft vom alten zum neuen Landvogt aus zwei Glarner Gesandten und den beiden Landvögten gebildet wird. In den Tessiner Vogteien wurde ab 1513 in Lugano und Locarno die Rechnung vor dem ennetbirgischen Syndikat, den Gesandten der regierenden Orte, abgelegt. Das Syndikat bildete auch die höchste Gerichtsinstanz.

## Gewerkschaftliche Syndikate
Der aus der frühen französischen Gewerkschaftsbewegung (vgl. Charta von Amiens) übernommene Begriff Syndikat (franz.: syndicat, schwedisch: syndikat) spielt eine große Rolle in der gewerkschaftlichen Bewegung des Syndikalismus. Er bezeichnet hier einen lokalen, branchenweiten Zusammenschluss von Arbeitern. Der deutsche Begriff „Gewerkschaft“ gibt die Idee der Syndikate nur teilweise wieder, da die syndicats im Syndikalismus nicht nur eine Interessenvertretung der Arbeiter, sondern Keimzelle des Aufbaus der gesamten Gesellschaft sein sollten.

## Unternehmenskartell mit gemeinsamer Vertriebsorganisation
Die Kartelltheorie versteht unter einem Syndikat ein hoch entwickeltes Wirtschaftskartell mit einer gemeinsamen Vertriebs- oder (seltener) Beschaffungsorganisation (Bsp.: Rheinisch-Westfälisches Kohlen-Syndikat, Stahlwerksverband). Aufgrund des allgemeinen Kartellverbots in der Wirtschaft gibt es seit etwa den 1970er Jahren weltweit kaum noch derartige Zusammenschlüsse.

## Bankenkonsortium
In der Finanzwelt wird der Begriff Syndikat oft gleichgesetzt mit dem Begriff Konsortium. Hierbei handelt es sich um einen Zusammenschluss von mehreren Banken zu einem gemeinsamen Geschäftszweck wie Kreditvergabe (Konsortialkredit), Unternehmensübernahme oder Emission einer Anleihe.

## Aktiensyndikat
In Investmentbanken gibt es so genannte Syndikats-Abteilungen, die besonders bei Wertpapieremissionen die Hauptkoordination übernehmen und das Orderbuch, in dem die Bestellungen für neu auszugebende Aktien gesammelt werden, führt. Das Syndikat in Investmentbanken hält ebenfalls engen Kontakt zu den großen Investmentgesellschaften und behält die Übersicht über die einzelnen Marktteilnahmen, Finanzströme und Marktbewegungen.

## Züchtersyndikat
Um sich das Risiko zu teilen, werden teure Zuchttiere insbesondere bei Rindern und Pferden oft von mehreren Organisationen und/oder Personen auf Auktionen gemeinsam ersteigert. Der Begriff Züchtersyndikat dafür ist seit 1936 belegt. Für Außenstehende bleibt dabei die Rechtsform der Zusammenarbeit verborgen.

## Kriminelle Vereinigung
Wohl ausgelöst durch die Kriminalisierung der Kartelle und Syndikate der Wirtschaft, ist der Begriff Syndikat seit etwa den 1960er Jahren auch für Kriminelle Vereinigungen schlechthin gebräuchlich. Diese Verwendung wurde durch einschlägige Filme, Romane und Sachbücher popularisiert, sodass man umgangssprachlich inzwischen (wie bei Kartell) unter Syndikat eher eine Verbrecherorganisation als eine industrielle Vertriebsgruppierung versteht.

## Rundfunk-Syndikat
Unter einem Rundfunksyndikat versteht man einen organisatorischen Zusammenschluss mehrerer, wirtschaftlich meist unabhängiger Fernseh- oder Radiostationen mit regional begrenztem terrestrischem Sendegebiet. Der Begriff wurde ursprünglich in den USA geprägt, wo Mediensyndikate eine bedeutende Rolle spielen. Fernsehsyndikate unterscheiden sich von den bundesweit sendenden Rundfunkkonzernen (den sogenannten Networks) wie NBC, CBS, ABC und Fox durch ihre stark regionale Ausrichtung und ihre wirtschaftlich-unternehmerische Eigenständigkeit.
Die Zusammenarbeit der einzelnen Sender konzentriert sich dabei vor allem auf die gemeinsame Produktion kostspieliger Fernsehsendungen oder den gemeinsamen Programmeinkauf, also die Beschaffung von Lizenzware. Während Fernsehsyndikate gemeinsam Filme und Serien, Magazine und Shows produzieren oder einkaufen, beschränken sich die gemeinsamen Aktivitäten der Radiostationen vor allem auf Nachrichtensendungen, diverse Wortbeiträge oder Genresendungen (Musiksendungen mit namhaften Moderatoren).
Viele unabhängige US-Sender übernehmen auch Programme öffentlicher Rundfunknetze (Public Networks) wie NPR oder PBS oder kaufen gemeinsam Nachrichtensendungen von spezialisierten Content-Anbietern wie CNN. In den USA sind syndizierte Regionalsender überaus erfolgreich, zumal sie regionale Kompetenz mit massenattraktiven Programmen und Special-Interest-Sendungen verknüpfen. Viele TV-Shows (Serien) laufen zunächst in syndizierten Sendern und werden erst später von nationalen Networks übernommen oder werden nach ihrer Absetzung bei den National Networks von syndizierten Regionalsendern nicht selten mit beachtlichem Erfolg fortgeführt oder wiederholt.
Wie schon erwähnt sind Syndikate prinzipiell unabhängig von den großen TV-Networks. Von ihnen unterscheiden sich streng genommen die sogenannten Affiliates (Partnersender), die zwar tagsüber eigene Programme veranstalten und wirtschaftlich unabhängig sind, aber zumindest das Hauptabendprogramm mit den Tageshöhepunkten zeitgleich von den Networks übernehmen. Die Owned-and-operated stations hingegen befinden sich gänzlich im Eigentum der großen Networks.
Tagsüber greifen jedoch auch die Affiliates meist auf Syndikatsmaterial zurück, weshalb sich in den USA neuerdings viele Mischformen ergeben haben. Durch die Etablierung kleinerer Networks wie The WB und UPN (die mittlerweile zum Network The CW fusioniert wurden) und den wachsenden Erfolg reiner Kabelkanäle hat sich die Konkurrenz auf allen Ebenen verschärft.
Auch öffentliche, mittels privater Spenden finanzierte US-Sender sind in der Regel syndiziert und bilden die wirtschaftliche Grundlage renommierter non-kommerzieller Anbieter wie NPR oder PBS. Daneben gibt es auch internationale Syndikationen, die von bekannten Fernsehanstalten wie der BBC oder der Deutschen Welle beliefert werden. Im englisch-, spanisch- und portugiesischsprachigen Raum sind häufig Syndikate über Länder- und Kontinentalgrenzen anzutreffen (zum Beispiel von Sendern in Großbritannien, Australien und/oder Neuseeland oder zwischen Rundfunkgesellschaften lateinamerikanischer Staaten).
Im deutschen Raum sind Rundfunksyndikate vor allem bei „privaten“ Hörfunkprogrammen (BLR oder Radio NRW) verbreitet. Im Fernsehbereich findet man sie bei den meist im Aufbau befindlichen kommerziellen Fernsehsendern mit regional begrenztem Sendegebiet (beispielsweise Ballungsraum-TV). In der Schweiz gibt es seit einigen Jahren die Tele News Combi; ein Syndikat der größten (im Moment noch rein) Deutschschweizer Regionalfernsehsender.